# 凯萨·马托迈基
凯萨·索菲娅·马托迈基（芬蘭語：Kaisa Sofia Matomäki，1985年4月30日—），芬兰数学家，专攻数论。从2015年9月开始，马托迈基以芬兰科学院研究员身份在芬兰图尔库大学数学与统计学院工作。她的研究包括积性函数在短数区间的分布；例如，她证明了莫比乌斯函数在+1和-1区间短间隔的均匀分布。反过来，这些结果也是陶哲轩用来证明埃尔德什差异问题的工具之一。

## 奖项和荣誉
2016年，马托迈基与加拿大麦吉尔大学的Maksym Radziwill一同被授予 SASTRA拉马努金奖。该奖项创立于2005年，目的是纪念斯里尼瓦瑟·拉马努金，每年颁发给有杰出贡献的年轻数学家。2021年，她獲得鼓勵女性數學家研究工作的露絲·蕾特·薩特數學獎。